# Музей сучасного мистецтва (Барселона)
Музей сучасного мистецтва в Барселоні (кат. Museu d'Art Contemporani de Barcelona, скор. MACBA) — художній музей в столиці Каталонії.
Будівля, споруджена за проектом архітектора Річарда Меєра, відкрилося 28 листопада 1995 року. В колекції музею знаходяться переважно твори мистецтва другої половини XX століття, а також роботи сучасних художників. Експозиція музею змінюється кожні три-чотири місяці.

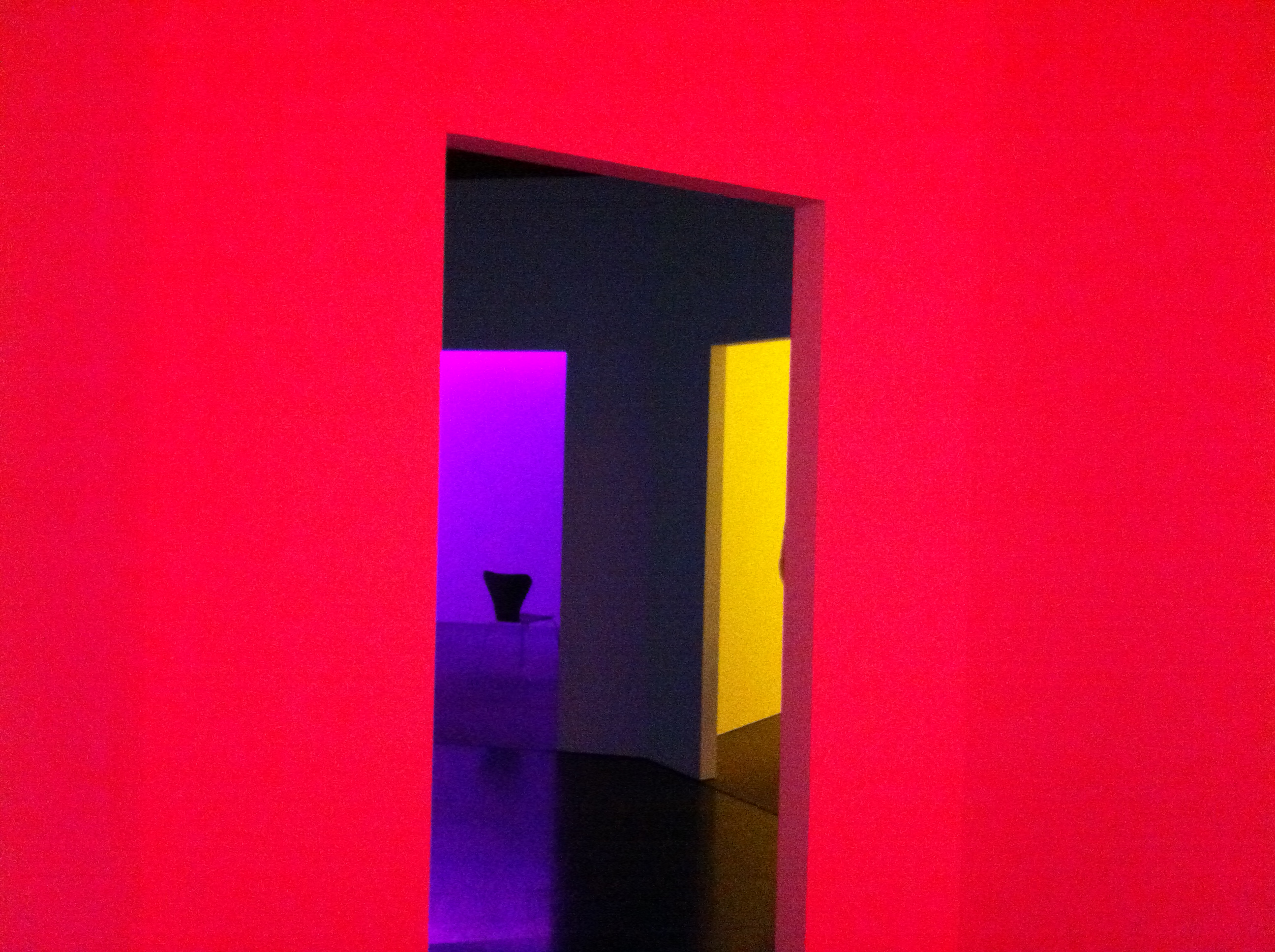
Одна з інсталяцій музею